# Meschtscherische Sprache

Mögliches Verbreitungsgebiet des Meschtscherischen im 9. Jahrhundert

Das Meschtscherische war eine finno-ugrische Sprache. Sie wurde vom Volk der Meschtscheren (russisch Мещера) zwischen den Flüssen Oka und Kljasma in der heutigen Oblast Rjasan gesprochen. Die Tiefebene mit ihren Flüssen, Sümpfen und Seen wird heute noch Meschtschora genannt.
Den Namen der Sprache und des Volkes führen Sprachforscher auf das Wort mesh („Biene“ im Mokschanischen) und eritsia („Bewohner“ im Ersjanischen) zurück. Meschtscherisch bedeutet daher „Imker“, was auf die traditionelle Bienenzucht des Volkes zurückzuführen sei (umstritten).
Die ersten russischen Quellen stammen aus dem 13. Jahrhundert. Sie deuten auf eine enge Verbindung mit dem Ersjanischen und Mokschanischen hin. Allerdings ist von der Sprache selbst nichts erhalten. Sie ist wahrscheinlich im 16. Jahrhundert ausgestorben, als sich die einheimische Bevölkerung vollständig mit den Slawen und Tataren vermischt hat.